# リアルロボッツファイナルアタック
『リアルロボッツファイナルアタック』は、1998年1月8日にバンプレストがプレイステーションで発売したゲーム。3Dグラフィックスで表現された、サンライズのリアルロボットアニメの主役ロボットが対戦するクロスオーバー作品である。

## 登場ロボット

### 最初から使用可能
Ζガンダム（機動戦士Ζガンダム）
パイロット：カミーユ・ビダン（声優：飛田展男）
ガンダムXディバイダー（機動新世紀ガンダムX）
パイロット：ガロード・ラン（声優：高木渉）
シャイニングガンダム（機動武闘伝Gガンダム）
パイロット：ドモン・カッシュ（声優：関智一）
ダンバイン（聖戦士ダンバイン）
パイロット：ショウ・ザマ（声優：中原茂）、チャム・ファウ（声優：川村万梨阿）
エルガイム（重戦機エルガイム）
パイロット：ダバ・マイロード（声優：平松広和）
ウォーカー・ギャリア（戦闘メカ ザブングル）
パイロット：ジロン・アモス（声優：大滝進矢）
D-1カスタム（機甲戦記ドラグナー）
パイロット：ケーン・ワカバ（声優：菊池正美）

### コマンド入力で使用可能
R-1
パイロット：リュウセイ・ダテ（声優：三木眞一郎）
R-2パワード
パイロット：ライディース・F・ブランシュタイン（声優：置鮎龍太郎）
R-3
パイロット：アヤ・コバヤシ（声優：冬馬由美）
ゲトゥビューム
パイロット：アナ・スタシア（声優：折笠愛）

## 攻略本
- リアルロボッツファイナルアタック 最終攻略全書 ISBN 9784063431148

## 関連作品
- スーパーロボットスピリッツ